# ホットライン110番
『ホットライン110番』（ホットラインひゃくとおばん）は、1990年4月2日から1991年3月29日までテレビ朝日系列局で平日昼に生放送されていた人生相談専門のワイドショー。放送時間は毎週月曜 - 金曜 12:00 - 12:55（JST）、一部クロスネット局および系列外局では14:00もしくは15:00からの時差ネット。

## 概要
基本的には電話相談が主だったが、スタジオ生相談も行われた。TBS（東京放送）を退職したばかりの小島一慶をテレビ朝日との専属契約の形で司会に迎えたが、1年で打ち切られた。なお、小島は打ち切り時の改編で、この番組に代わって『モーニングショー』の司会に就任する予定だったが、その矢先に不倫騒動が発覚。結果的に司会就任が白紙にされ、本番組打ち切りと同時に専属契約も解除された。
受付電話番号は東京03-584-3803だった（1991年1月7日から電話番号の変更に伴い、東京03-3584-3803となった）。3803は司会者・宮尾すすむの「ミヤオサン」の語呂合わせだった。

## 出演者

### 司会
- 宮尾すすむ
- 小島一慶（元TBSアナウンサー）
- 上沼恵美子
- 南美希子（元テレビ朝日アナウンサー）

## ネット局と放送時間
系列は放送当時のもの。遅れネット局は14:00から、もしくは15:00から放送開始。
| 放送対象地域  | 放送局             | 系列                                         | ネット形態 | 備考               |
| ------------- | ------------------ | -------------------------------------------- | ---------- | ------------------ |
| 関東広域圏    | テレビ朝日         | テレビ朝日系列                               | 制作局     |                    |
| 北海道        | 北海道テレビ       | テレビ朝日系列                               | 同時ネット |                    |
| 青森県        | 青森放送           | 日本テレビ系列 テレビ朝日系列                | 遅れネット |                    |
| 宮城県        | 東日本放送         | テレビ朝日系列                               | 同時ネット |                    |
| 秋田県        | 秋田放送           | 日本テレビ系列                               | 遅れネット |                    |
| 山形県        | 山形放送           | 日本テレビ系列 テレビ朝日系列                | 遅れネット |                    |
| 福島県        | 福島放送           | テレビ朝日系列                               | 同時ネット |                    |
| 新潟県        | 新潟テレビ21       | テレビ朝日系列                               | 同時ネット |                    |
| 長野県        | テレビ信州         | 日本テレビ系列 テレビ朝日系列                | 同時ネット | [ 2 ]              |
| 静岡県        | 静岡けんみんテレビ | テレビ朝日系列                               | 同時ネット | 現：静岡朝日テレビ |
| 富山県        | 北日本放送         | 日本テレビ系列                               | 遅れネット |                    |
| 石川県        | 北陸放送           | TBS系列                                      | 遅れネット |                    |
| 福井県        | 福井放送           | 日本テレビ系列 テレビ朝日系列                | 遅れネット |                    |
| 中京広域圏    | 名古屋テレビ       | テレビ朝日系列                               | 同時ネット |                    |
| 近畿広域圏    | 朝日放送           | テレビ朝日系列                               | 同時ネット | 現：朝日放送テレビ |
| 島根県 鳥取県 | 山陰放送           | TBS系列                                      | 遅れネット |                    |
| 広島県        | 広島ホームテレビ   | テレビ朝日系列                               | 同時ネット |                    |
| 山口県        | 山口放送           | 日本テレビ系列 テレビ朝日系列                | 遅れネット |                    |
| 香川県 岡山県 | 瀬戸内海放送       | テレビ朝日系列                               | 同時ネット |                    |
| 愛媛県        | 南海放送           | 日本テレビ系列                               | 遅れネット |                    |
| 高知県        | 高知放送           | 日本テレビ系列                               | 遅れネット |                    |
| 福岡県        | 九州朝日放送       | テレビ朝日系列                               | 同時ネット |                    |
| 長崎県        | 長崎文化放送       | テレビ朝日系列                               | 同時ネット |                    |
| 熊本県        | 熊本朝日放送       | テレビ朝日系列                               | 同時ネット |                    |
| 大分県        | テレビ大分         | 日本テレビ系列 フジテレビ系列 テレビ朝日系列 | 同時ネット |                    |
| 宮崎県        | 宮崎放送           | TBS系列                                      | 遅れネット |                    |
| 鹿児島県      | 鹿児島放送         | テレビ朝日系列                               | 同時ネット |                    |
| 沖縄県        | 琉球放送           | TBS系列                                      | 遅れネット |                    |

※1991年4月に開局を控えた長野朝日放送では、開局前のサービス放送で最終週のみが放送された。